# Anthony B
 (décembre 2017).
Si vous disposez d'ouvrages ou d'articles de référence ou si vous connaissez des sites web de qualité traitant du thème abordé ici, merci de compléter l'article en donnant les références utiles à sa vérifiabilité et en les liant à la section « Notes et références ».
Anthony B, de son vrai nom Keith Blair, né le 31 mars 1976 à Clarks' Town en Jamaïque est un chanteur de reggae jamaïcain.

## Biographie
Anthony B passe son enfance à Trelawny où il commence à chanter dans les églises, à l'instar de ses aînés Bob Marley et Toots and the Maytals. Après avoir fait ses armes dans le sound system local Shaggy Hi-Power, il décide de partir à Portmore, où il fait la connaissance d'autres artistes comme Determine, Mega Banton, Ricky General, Terror Fabulous ou encore Little Devon. C'est d'ailleurs ce dernier qui va le présenter à Richard Bell (en), le célèbre producteur du label Star Trail.
Son premier album, The Living Is Hard, sort en 1993, mais sa carrière débute vraiment à partir de 1996. Il signe Repentance Time qui le révèle au public. Son album Real Revolutionary sort la même année avec des titres comme "Rumour", "Raid di barn" et "Fire pon Rome" et reçoit un bon accueil dans le milieu. Fin 1997, son deuxième album Universal Struggle arrive dans les bacs. Plusieurs morceaux marquent les esprits comme "Nah vote again", sorti alors que se profilent les élections jamaïcaines de 1997, "Waan Back" reprenant le riddim du Night Nurse de Gregory Isaacs ou encore "Marley Memories", ultime hommage au King.
Un an plus tard, il revient avec Seven Seals. Cet album reçoit une critique mitigée. En 2001, il signe "That's Life" aux sonorités roots sur lequel on peut notamment retrouver la reprise d'"Equal Rights" de Peter Tosh. Viennent ensuite les albums "Street Knowledge" (comprenant, entre autres, le cut Police et le duo Two Sevens Clash avec Joseph Hill de Culture), "Smoke Free" et "Justice Fight".
En 2004, Frenchie produit "Powers of Creation" sur le label Maximum Sound. Il a aussi produit un album et DVD Live on the battlefield, enregistré à Toulouse en 2002.
En 2016, Anthony B sort un nouvel album, sur son label Born Fire Music intitulé Tears Of Luv. Après une tournée mondiale, il collabore avec le label Suisse Evidence Music sur le single "Life Good" réalisé entre la Suisse et la Guinée.

## Discographie

### Albums
- Seven Seals (1999, VP Records)
- That's Life (2001, VP Records)
- More Love (2001, AO ! Records)
- Live On The Battlefield (2002, Jahmin' Records)
- Reggae Max (2002, Jet Star)

- Judgment Time (2003, 2B1 Records)
- Smoke Free (2003, Bogalusa Records)
- Voice Of Jamaica vol. 2 (2003, Nocturne)
- Wise Man Chant (2004, Black Scorpio)
- Justice Fight (2004, Nocturne)
- Untouchable (2004, Togetherness Records)
- Powers Of Creation (2004, Nocturne)
- Black Star (2005, Greensleeves)

- Confused Times (2005, Penitentiary)
- Gather and Come (2006 Penitentiary)
- Suffering Man (2006 Tad's Records)

- True Rastaman (2008)
- Life Over Death (2008 Trendsetter)
- Rise Up (2009 Greensleeves)
- Rasta love (2011 Born fire music)
- Freedom Fighter (2012)
- Choices (2012 - Compilation)
- Tribute to Legends (2013)

### Compilations
- Chanting Down Babylon (1997, Power Play); live, avec Buju Banton
- 2 Strong (1998, Star Trail/VP Records); avec Sizzla
- Anthony B & Idren (1998, Jamaican Vibes)
- Anthony B & Friends (1998, Rhino Records)
- Nazarene Vow (1999, Records Factory); avec Junior Timba
- 3 Wise Men (1999, J&D); avec Sizzla et Luciano
- One Mission (1999, J&D); avec Capleton
- Saddle To The East (2001, Brick Wall); avec Jah Mason et Steve Machete
- 4 Rebels (2001, VP Records); avec Sizzla, Luciano, et Yami Bolo
- The Five Disciples (2001, Penitentiary / Jet Star); avec Sizzla, Luciano, Junior Kelly, et Capleton
- We Three Kings (2001, AO ! Records); avec Sizzla
- We Three Kings (2002, Navarre); avec Capleton et Luciano
- Four The Hard Way (2002, City Hall); avec Capleton, Sizzla, et Luciano
- Kings Of Zion (2002, Jet Star); avec Capleton, Sizzla, et Junior Kelly
- 5 Blazing Fires (2002, Fire Ball); avec Admiral Tibbett, Sizzla, Capleton, et Michael Fabulous
- Five Disciples Part II (2003, Jet Star); avec Capleton, Luciano, Sizzla, et Jr. Kelly
- Kings Of Zion vol. 3 (2005, Charm); avec Capleton, Sizzla, et Turbulence
- Jah Warriors vol. III (2005, Penitentiary); avec Luciano
- Indian Casino Riddim (2014, Evidence Music); avec Peetah Morgan, Luciano, Cali P, Wayne Smith, Denham Smith, Derrick Sound